# Романченко Анатолій Сергійович
Анатолій Сергійович Романченко (нар. 19 травня 2001, Чернігів, Україна) — український футболіст, півзахисник клубу «Чернігів».

## Життєпис
Народився в Чернігові. Вихованець місцевої «Юності», за яку з 2005 по 2009 рік виступав у ДЮФЛУ. Дорослу футбольну кар'єру розпочав влітку 2018 року в складі «Чернігова», який виступав в обласному чемпіонаті. З 2018 по 2020 рік грав за чернігівців в аматорському чемпіонаті України.
На професіональному рівні дебютував за «городян» 6 вересня 2020 року в переможному (2:0) виїзному поєдинку 1-го туру групи А Другої ліги України проти «Рубікона». Анатолій вийшов на поле в стартовому складі, а на 55-й хвилині його замінив Олексія Дмитровича. Першим голом за «Чернігів» відзначився 19 вересня 2020 року на 71-й хвилині програного (1:4) виїзного поєдинку 3-го туру групи А Другої ліги України проти львівських «Карпат». Романченко вийшов на поле в стартовому складі та відіграв увесь матч.